# Martand Singh

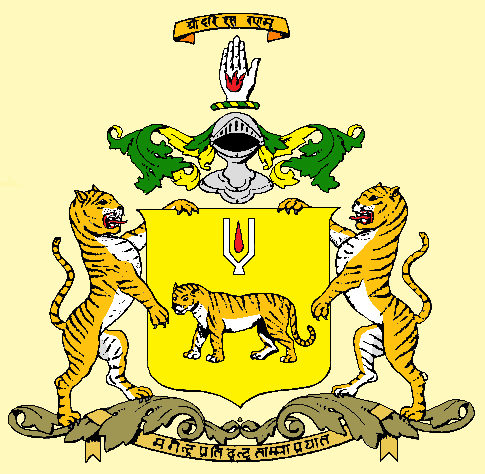
Fürstliches Staatswappen des Maharadschas von Rewa (Hindi: रेवा रियासत; auch Rewah)

Martand Singh (* 15. März 1923; † 20. November 1995 in Rewa, Madhya Pradesh), mit vollem Namen „HH (His Highness – Seine Hoheit) Samrajya Maharajadhiraja Bandhresh Shri Maharaja Martand Singh Ju Deo Bahadur“ war ab 1946 der 13. und damit auch zugleich letzte Maharadscha des indischen Fürstenstaates Rewa, er übte zudem von 1949 bis 1950 das Amt des Rajpramukhs (staatlich ernannter Gouverneur) von Vindhya Pradesh aus, dem Zusammenschluss mehrerer Fürstenstaaten in Zentralindien. Im Gegensatz zu seinem Vater „Major-General HH Samrajya Maharajadhiraja Bandhresh Shri Maharaja Sir Ghulab Singh Ju Deo Bahadur“ war bei ihm der Fürstenstatus aber von Anfang an nicht mehr mit realer politischer Macht verbunden. Im Jahre 1971 schaffte die indische Ministerpräsidentin  Indira Gandhi zudem sämtliche Adelstitel ab und entzog somit den ehemaligen Herrschern auch die letzten Privilegien.
Martand Singh wirkte danach bis 1989 als einfacher Abgeordneter für den Wahlkreis Rewa in der Lok Sabha, der ersten Kammer des indischen Parlaments, hier setzte er sich engagiert für den Naturschutz und die Bekämpfung der Wilderei ein. Die Gründung des Bandhavgarh-Nationalparks in den Vindhya-Bergen geht auf seine Initiative zurück.
Insbesondere lag ihm hierbei die Bewahrung der seltenen Spezies des in Rewa beheimateten weißen Tigers (eines Halbalbinos) am Herzen. Martand Singh gelang mit dem 1951 im Dschungel eingefangenen Tigerkater Mohan sogar die erstmalige Züchtung dieser Rasse in Gefangenschaft. Alle heute weltweit in zoologischen Gärten lebenden oder im Showgeschäft gezeigten weißen Bengalischen Tiger führen ihren Stammbaum letztlich auf dieses Exemplar zurück.
Martand Singh förderte als Philanthrop und Spender viele soziale und medizinische Einrichtungen für bedürftige und kranke Menschen, auch der Aufbau und die Fortentwicklung einer modernen Infrastruktur in seinem Wahlbezirk war eines seiner Hauptanliegen.
Die indische Regierung verlieh Martand Singh im Jahre 1986 den Padma Bhushan, die dritthöchste zivile Auszeichnung des Landes, für sein herausragendes gesellschaftliches Engagement.